# Paronychodon
Пароніходон (лат. Paronychodon) — рід тероподів. Це зубний таксон, який часто вважають сумнівним через фрагментарний характер скам'янілостей, що включають «відра» зубів з різних часів і місць, але не мають жодних інших решток, і який слід вважати формовим таксоном (англ. form taxon).
Типовий вид був знайдений Едвардом Копом у 1876 році та названий Paronychodon lacustris у формації Judith River Formation штату Монтана, належить до кампану (близько 75 мільйонів років тому).
Зуби пов'язані з родом Paronychodon були зареєстровані в різних і місцях, і геологічних ярусах. Наприклад, у формації Lance Formation штату Вайомінг (віком 65 мільйонів років тому), ранньокрейдова формація Una Formation в Іспанії (Барре, вік 125 млн років). Також знахідка була зроблена у формації Cedar Mountain Formation штату Юта (близько 112-93 мільйонів років).
Paronychodon спочатку був описаний як Zapsalis abradens, нині ж Zapsalis є синонімом пароніходона.